# 6161 Войно-Ясенецький
6161 Войно-Ясенецький (6161 Vojno-Yasenetsky) — астероїд головного поясу, відкритий 14 жовтня 1971 року.
Тіссеранів параметр щодо Юпітера — 3,274.